# Dodgeball (сервіс)
Dodgeball був постачальником програмного забезпечення для соціальних мереж для мобільних пристроїв на основі місцезнаходження. Користувачі надсилали текстові повідомлення про своє місцезнаходження в службу, яка потім сповіщала їх про закоханих, друзів, друзів друзів і цікаві місця поблизу. Google придбав Dodgeball у 2005 році та припинив його роботу в 2009 році, замінивши на Google Latitude. 

## Огляд
Dodgeball був заснований у 2000 році студентами Нью-Йоркського університету Деннісом Кроулі та Алексом Райнертом. Компанія була придбана Google у 2005 році  У квітні 2007 року Кроулі та Райнерт залишили Google, і Кроулі описав їхній досвід там як «неймовірно розчаровуючий».  Після того, як покинув Google, Кроулі створив подібний сервіс, відомий як Foursquare, за допомогою Навіна Селвадурая. 
Доджбол був доступний для таких міст: Сіетл, Портленд, Сан-Франциско, Лос-Анджелес, Лас-Вегас, Сан-Дієго, Фенікс, Даллас–Форт-Ворт, Остін, Х’юстон, Новий Орлеан, Маямі, Атланта, Вашингтон, округ Колумбія, Філадельфія, Нью-Йорк., Бостон, Детройт, Чикаго, Медісон, Міннеаполіс–Сент-Пол і Денвер.
У січні 2009 року Вік Гундотра, віце-президент Google з розробки, оголосив, що компанія «припинить роботу Dodgeball.com протягом наступних кількох місяців, після чого ця послуга більше не буде доступною». Dodgeball було закрито та замінено Google Latitude у лютому 2009 року. Зрештою Google Latitude було закрито в 2013 році.